# Titelbescherming
Titelbescherming is de wettelijke bescherming om een bepaalde academische of beroepstitel te mogen voeren. Iemand die niet bevoegd is mag de titel niet voeren; dat is strafbaar. Welke personen bevoegd zijn een bepaalde titel te voeren, wordt bepaald in een wet of in een reglement; meestal is het behaald hebben van een bepaald diploma vereist, en vaak ook moet aangetoond worden dat vaardigheden bijgehouden worden. De bevoegde personen moeten zijn opgenomen in een openbaar register, zodat altijd geverifieerd kan worden of iemand terecht een bepaalde titel voert.
Het feit dat een bepaalde titel beschermd is, is niet hetzelfde als dat het uitvoeren van een beroep beschermd is. Zo is de titel 'gezondheidszorgpsycholoog' in Nederland beschermd, maar is het niet aan psychologen voorbehouden om psychologische behandelingen te geven. Sommige handelingen zijn bij wettelijke regeling wel voorbehouden aan dragers van een bepaalde titel: de zogenaamde 'voorbehouden handelingen'.

## Belgische situatie
De titelbescherming is in België geregeld in de 'kaderwet van 24 september 2006 betreffende het voeren van de beroepstitel van een dienstverlenend intellectueel beroep en het voeren van de beroepstitel van een ambachtelijk beroep'.
De beroepsgroepen die in aanmerking komen, behoren tot de dienstverlenende intellectuele beroepen, met name:
- juridische beroepen
- economische beroepen
- medische en paramedische beroepen
- technische beroepen
- andere vrije en intellectuele beroepen

Beroepen die al een eigen specifieke regeling hebben voor hun beroepstitel, zijn uitgesloten van deze kaderwet – zoals notarissen, bedrijfsrevisoren, wisselagenten, gerechtsdeurwaarders, architecten, accountants en belastingconsulenten.

## Nederlandse situatie
In totaal zijn er in Nederland meer dan 100 beroepstitels wettelijk beschermd, in verschillende wetten en in zeer uiteenlopende beroepen zoals beëdigd tolk, gerechtsdeurwaarder, vuurwerkdeskundige en octrooigemachtigde.
- In Nederland wordt de titelbescherming van verpleegkundigen, artsen, tandartsen, verloskundigen, fysiotherapeuten, gezondheidszorgpsychologen, psychotherapeuten, physician assistants, apothekers en klinisch technologen geregeld in de wet BIG. Deze wet beschermt ook de titels van een groot aantal medische specialismen (artikel 14-17).

Let wel: logopedisten, diëtisten, orthoptisten, optometristen, MBB'ers (radiodiagnostisch laboranten, radiotherapeutisch laboranten, nucleair medewerkers), mondhygiënisten, oefentherapeuten Mensendieck en Cesar, ergotherapeuten, huidtherapeuten, en podotherapeuten vallen onder artikel 34 van de wet BIG en zijn privaatrechtelijk geregistreerd door de Stichting KwaliteitsRegister Paramedische Beroepen. Op een vergelijkbare wijze zijn een aantal artsentitels (de zogenaamde 'profielen', zoals forensisch arts en jeugdarts) privaatrechtelijk beschermd door de KNMG. Bij dergelijke privaatrechtelijk beschermde titels kunnen nooit voorbehouden handelingen van toepassing zijn; dat kan uitsluitend bij wettelijk beschermde titels.
- De titelbescherming van architecten, stedenbouwkundigen, tuin- en landschapsarchitecten en interieurarchitecten zijn beschermd door de Wet op de architectentitel.
- De titelbescherming van accountants wordt geregeld in de Wet op het accountantsberoep (WAB, art 41).
- De titelbescherming van advocaten is vastgelegd in de Advocatenwet (art. 9a), die van notaris en kandidaat-notaris in de Wet op het Notarisambt (art.2 lid 2).